# Leucosolenidae
Leucosolenidae är en familj av svampdjur. Leucosolenidae ingår i ordningen Leucosolenida, klassen kalksvampar, fylumet svampdjur och riket djur.
Familjen innehåller bara släktet Leucosolenia.